# Liste der Naturdenkmäler in Villanders
Die Liste der Naturdenkmäler in Villanders (italienisch Villandro) enthält die sechs als Naturdenkmal ausgewiesene Objekte auf dem Gebiet der Gemeinde Villanders in Südtirol.
Basis ist das im Internet einsehbare offizielle Verzeichnis der Naturdenkmäler in Südtirol (Stand: 23. Januar 2015). Dabei kann es sich um botanische, geologische oder hydrologische Naturdenkmäler handeln. Die Reihenfolge in dieser Liste orientiert sich an der ID, alternativ ist sie auch nach dem Namen sortierbar.

## Liste
| Foto |                 | Name                                           | Standort                      | Beschreibung                                                                                              |
| ---- | --------------- | ---------------------------------------------- | ----------------------------- | --- |
| ja   | Datei hochladen | eine Edelkastanie bei St. Valentin ID: 107_G01 | 46° 38′ 20″ N, 11° 33′ 13″ O  | Botanisches Naturdenkmal: Kastanie                                                                        |
| ja   | Datei hochladen | eine Esche bei Gravetsch ID: 107_G03           | 46° 38′ 25″ N, 11° 32′ 49″ O  | Botanisches Naturdenkmal: Esche                                                                           |
|      | Datei hochladen | eine Edelkastanie bei Sauders ID: 107_G04      | Koordinaten fehlen! Hilf mit. | Botanisches Naturdenkmal: Kastanie. Laut Angabe des Nachbarn wurde sie vor Jahren gefällt                 |
| ja   | Datei hochladen | Kastanienhain Maungger Hof ID: 107_G05         | 46° 37′ 28″ N, 11° 31′ 37″ O  | Botanisches Naturdenkmal: Kastanie Im Bericht des Landes Südtirol fälschlich als „Manugger“ Hof angegeben |
| ja   | Datei hochladen | Schwarzseen ID: 107_G06                        | 46° 39′ 59″ N, 11° 25′ 55″ O  | Hydrologisches Naturdenkmal: See                                                                          |
| ja   | Datei hochladen | Totensee ID: 107_G07                           | 46° 39′ 19″ N, 11° 26′ 16″ O  | Hydrologisches Naturdenkmal: See                                                                          |

| Foto: | Fotografie des Naturdenkmals. Klicken des Fotos erzeugt eine vergrößerte Ansicht. Daneben finden sich zwei Symbole: |
| ID    | Identifikator bei der Abteilung Natur, Landschaft und Raumentwicklung der Südtiroler Landesverwaltung               |